# OR2AT4
OR2AT4 (англ. Olfactory receptor family 2 subfamily AT member 4) – білок, який кодується однойменним геном, розташованим у людей на 11-й хромосомі. Довжина поліпептидного ланцюга білка становить 320 амінокислот, а молекулярна маса — 35 503.
| 10         |  | 20         |  | 30         |  | 40         |  | 50         |
| ---------- |  | ---------- |  | ---------- |  | ---------- |  | ---------- |
| MDATACNESV |  | DGSPVFYLLG |  | IPSLPETFFL |  | PVFFIFLLFY |  | LLILMGNALI |
| LVAVVAEPSL |  | HKPMYFFLIN |  | LSTLDILFTT |  | TTVPKMLSLF |  | LLGDRFLSFS |
| SCLLQMYLFQ |  | SFTCSEAFIL |  | VVMAYDRYVA |  | ICHPLHYPVL |  | MNPQTNATLA |
| ASAWLTALLL |  | PIPAVVRTSQ |  | MAYNSIAYIY |  | HCFCDHLAVV |  | QASCSDTTPQ |
| TLMGFCIAMV |  | VSFLPLLLVL |  | LSYVHILASV |  | LRISSLEGRA |  | KAFSTCSSHL |
| LVVGTYYSSI |  | AIAYVAYRAD |  | LPLDFHIMGN |  | VVYAILTPIL |  | NPLIYTLRNR |
| DVKAAITKIM |  | SQDPGCDRSI |  |            |  |            |  |            |

A: Аланін

C: Цистеїн

D: Аспарагінова кислота

E: Глутамінова кислота

F: Фенілаланін

G: Гліцин

H: Гістидин

I: Ізолейцин

K: Лізин

L: Лейцин

M: Метіонін

N: Аспарагін

P: Пролін

Q: Глутамін

R: Аргінін

S: Серин

T: Треонін

V: Валін

W: Триптофан

Кодований геном білок за функціями належить до рецепторів, g-білокспряжених рецепторів, білків внутрішньоклітинного сигналінгу. 
Локалізований у клітинній мембрані.